# Charles Zeleny
Charles H. Zeleny (17. září 1878 – 21. prosince 1939) byl americký zoolog českého původu. Působil jako profesor na Illinoiské univerzitě. Zaměřoval se převážně na experimentální zoologii, embryologii, regeneraci a genetiku.

## Kariéra
Narodil se 17. září roku 1878 v Hutchinsonu v Minnesotě. Jeho rodiče byli čeští přistěhovalci z české obce Křídla. Byl mladším bratrem fyzika a vědce Johna Zelenyho.
Dlouhodobě působil na Illinoiské univerzitě. Mimo jiné vyučoval i Effu Muhsovou, která jako první tuto univerzitu vystudovala. Jednou z jeho studentek byla také Marion Durbin Ellisová.
Zemřel 21. prosince roku 1939 v Urbaně ve státě Illinois. Bylo mu 61 let.